# Peacock (película)
Peacock es un thriller psicológico estadounidense de 2010 dirigido por Michael Lander, escrito por Lander y Ryan Roy y protagonizada por Cillian Murphy, Elliot Page y Susan Sarandon. Fue la última película de la editora Sally Menke.

## Sinopsis
A mediados de la década de 1960, John Skillpa (Cillian Murphy), un tranquilo empleado de banco que vive solo en la pequeña localidad de Peacock, Nebraska, prefiere llevar una vida invisible para ocultar su secreto: tiene trastorno de identidad disociativo, resultado implícito de un trauma infantil infligido por su abusiva madre. Su otra identidad es una mujer, Emma, quien cada mañana hace sus tareas y le cocina el desayuno antes de comenzar el día. Un día, mientras usa el tendedero del patio trasero como Emma, un vagón de cola de un tren de carga descarrila y se estrella en el patio trasero de John. Cuando los vecinos llegan a la escena, Emma entra en su casa, poniendo la otra vida de John en el centro de atención, por lo que se ve obligado a decirles a sus vecinos que Emma es su esposa, casada en secreto. Obligado a engañar al pueblo para que crean que John y Emma son marido y mujer, deben mantener su secreto a la vista del público.
El alcalde del pueblo, Ray Crill (Keith Carradine), y su esposa Fanny (Susan Sarandon) vienen a ver a John intentar organizar un mitin político en su patio trasero en apoyo del candidato titular para las elecciones federales para senador. John no está dispuesto a hacerlo, pero Emma acepta. Fanny dirige un refugio para mujeres en la pequeña ciudad de 800 habitantes y convence a Emma de realizar el mitin para recaudar fondos para su organización. Ella acepta, pero al día siguiente, John sufre un colapso mental en el trabajo cuando se encuentra con los Crill. John teme, bajo la estipulación del alcalde, que ambos estén presentes en la ceremonia, presentando problemas obvios que revelarían su identidad. Llama a la compañía ferroviaria para que lo retire inmediatamente, para evitar el enfrentamiento.
Una noche, una joven madre, Maggie (Elliot Page), aparece en la casa de John buscándolo. Ha estado recibiendo cheques de la madre de John, quien murió hace un año, para mantenerla a ella y a su hijo de dos años. Quiere mudarse del pueblo con su hijo Jake (Flynn Milligan) para buscar nuevas oportunidades, pero no puede obtener los fondos para hacerlo. Viene a la casa de John para pedir dinero, pero él simplemente sube las escaleras y se convierte en Emma. Sin conocer a Emma, Maggie se siente mal, y Emma la lleva a casa, a su tráiler. Allí, se revela que Jake es, de hecho, Jake Skillpa, el hijo de John y Maggie. Emma sugiere que Maggie se mude al refugio para mujeres de Fanny, pero ella se niega, citando que las mujeres allí son "sin ambiciones".
John luego visita a Maggie en el refugio, aceptando darle un aventón a Madison, así como un poco más de $1000, sus ahorros en el banco. Emma ofrece a Maggie un trabajo en el banco, en un intento de mantener a Maggie en Peacock. John le pide a Maggie que lo encuentre en el motel local a las 11 p. m. esa noche para recoger el dinero. Emma seduce a un hombre en el bar esa noche y lo lleva a la habitación del motel que John había arreglado. Ella golpea al hombre hasta dejarlo inconsciente, lo acuesta en la cama y prende fuego al motel mientras Maggie viene a encontrarse con John. Emma, ya desaparecida, logra fingir la muerte de su "esposo".
Cuando se lleva a cabo el mitin, Emma se encierra en su casa, ignorando a los asistentes. Le da el dinero a Maggie, diciéndole que se vaya porque no es seguro aquí en Peacock, así como tratando de prevenir el abuso que ella misma había sufrido. La película termina con Maggie cargando a Jake sobre su hombro mientras bajan los escalones del porche, con Jake agitando un juguete de la infancia de John que Emma le había dado y Emma encerrándose en su casa.    

## Elenco
- Cillian Murphy como John Skillpa, un empleado de banco muy tímido que desarrolla una vida doble con Emma, su alter ego femenino.[2] Murphy declaró que "El libreto de Peacock me sorprendió de principio a fin. Es un desafío increíble para un actor y no podía rechazarlo".[3]
- Elliot Page (acreditado como Ellen Page) como Maggie,[2] una joven madre con dificultades económicas que tiene la llave del pasado de John y desata una batalla entre sus personalidades.[3] Page dijo sobre su papel: "Este es uno de los libretos más audaces que he leído en mi corta carrera; es un personaje y una historia con los que puedo comprometerme y exactamente el tipo de película en el que amo participar".[4]
- Susan Sarandon como Fanny Crill, la esposa del alcalde de Peacock y la dueña de un refugio local para mujeres.[5] Sarandon ha dicho que Peacock "es una pequeña pieza muy extraña e inquietante".[6]
- Bill Pullman como Edmund French, el jefe de John.[5] Pullman dijo que la película tenía un libreto muy interesante y explicó que su personaje "es otro más que esconde el hecho de que es la persona más cercana a John. Es un papel muy diferente para mí".[7]
- Josh Lucas como Tom McGonigle, un oficial de policía local y lo más cercano a un amigo para John.[8]
- Keith Carradine como el alcalde Ray Crill

En abril de 2008, se llevaron a cabo las audiciones para contratar extras y para otros papeles menores en Des Moines, Iowa.

## Producción
La película está ambientada en un pueblo de Nebraska.

### Filmación
La filmación comenzó el 6 de mayo de 2008 en el pequeño pueblo de Odebolt, Iowa. Greenfield, Iowa también albergó la producción durante varios días. Se filmaron escenas en la plaza de la ciudad y dentro de la Casa de Ópera histórica. La filmación debía continuar el 5 de junio de 2008 en Boone, Iowa; sin embargo, debido a las condiciones climáticas, Cornfield Productions se vio obligada a retrasar la filmación hasta el día siguiente. En la ciudad, se filmaron las escenas en las que aparecen las líneas ferroviarias y el productor Brian Bell explicó que estas tomas en particular eran "efectos visuales", ya que el tren que atraviesa la casa de John sería agregado de forma digital. Aunque llevó cuatro horas terminar la fotografía de los trenes, en la película solo se ve durante diez a quince segundos. La filmación de Peacock finalizó el 9 de junio de 2008.